# Rui Morisson
Rui Luís Morisson da Silveira (* 27. Juni 1948 in Lissabon) ist ein portugiesischer Schauspieler, Radiomoderator und Sprecher.

## Leben
Rui Morisson wurde, als weitläufiger Nachfahre britischer Einwanderer, in Lissabon geboren und ging dort zur Schule. Bereits als Abiturient begann er für den Universitätssender Radio Universidade zu arbeiten. 1973 wurde er professioneller Radiosprecher, beim Sender Rádio Clube Português (seit 1979 Rádio Comercial). Unter seinen zahlreichen Sendungen waren Rock em Stock und Morisson Hotel besonders populär.
1997 gab er seine Tätigkeit als Radiomoderator auf und arbeitete danach vor allem als Sprecher in der Werbung.
Nachdem er bereits in den 1980er Jahren gelegentlich kleinere Freundschaftsdienste in portugiesischen Filmproduktionen übernommen hatte, holte ihn Regisseur Alberto Seixas Santos 1999 zum portugiesischen Film und gab ihm die Hauptrolle in seinem Film Mal, in der er die Kritik überzeugte.
Damit begann Morisson als Fünfzigjähriger eine neue Laufbahn als Filmschauspieler. Es folgten eine Reihe Haupt- und Nebenrollen, gelegentlich auch in internationalen Kino- und Fernsehproduktionen. Als Sprecher in der Werbung blieb er daneben bis heute tätig.
2003 stand er erstmals auch für das Theater auf der Bühne, in Ana Naves Inszenierung von Sam Shepards Stück Loucos por Amor (Originaltitel: Fool for love) am Lissaboner Centro de Artes de Lisboa.

## Rezeption
Morisson überraschte in seiner ersten Hauptrolle 1999 gleich mit überzeugendem Spiel und bestand auch die schauspielerische Feuertaufe in João Botelhos anspruchsvoller Literaturverfilmung  Quem És Tu? (2001). Seither gilt er den Cineasten in Portugal als renommierter Schauspieler.
Dem breiten Publikum blieb er eher als markante Radio- und Werbestimme bekannt, bis er seit den 2010er Jahren auch in Fernsehserien und Telenovelas mitspielte. Im portugiesischen Filmbetrieb dagegen gilt er seit seiner späten Entdeckung als überzeugender Schauspieler, und dabei als eine Idealbesetzung für souveräne Charaktere und Gentlemen-Figuren.
Er war für eine Reihe Filmpreise in Portugal nominiert und wurde bei den Globos de Ouro 2010 für seine Hauptrolle in Os Sorrisos do Destino ausgezeichnet.

## Filmografie
- 1983: Um S Marginal; Regie: José de Sá Caetano
- 1984: O Lugar do Morto; Regie: António-Pedro Vasconcelos
- 1992: Die vier Elemente: Die Luft – Mein Geburtstag (No Dia dos Meus Anos), Sprechrolle; Regie: João Botelho
- 1993: Hier auf Erden (Aqui na Terra); Regie: João Botelho
- 1994: Três Palmeiras, Sprechrolle; Regie: João Botelho
- 1999: Mal; Regie: Alberto Seixas Santos
- 2000–2001: Loja do Cidadão (Fernsehserie), Sprechrolle
- 2001: Quem És Tu?; Regie: João Botelho
- 2001: A Hora da Morte (Fernsehfilm); Regie: José Nascimento
- 2002: Aparelho Voador a Baixa Altitude; Regie: Solveig Nordlund
- 2002: O Delfim; Regie: Fernando Lopes
- 2002: Viagem ao Coração do Douro, a Terra Onde Nasci (Doku., Kurzfilm), Sprechrolle; Regie: João Botelho
- 2003: Rádio Relâmpago (Fernsehfilm); Regie: José Nascimento
- 2004: Mortelle conviction (Fernsehfilm); Regie: Jean-Teddy Filippe
- 2004: Lá Fora; Regie: Fernando Lopes
- 2004: Duas Pessoas (Kurzfilm); Regie: João Salaviza
- 2004: O Quinto Império – Ontem Como Hoje; Regie: Manoel de Oliveira
- 2005: Até Amanhã, Camaradas (Fernseh-Mehrteiler); Regie: Joaquim Leitão
- 2005: Arquivo Geral (Kurzfilm); Regie: Manuel Fúria
- 2005: O Fatalista; Regie: João Botelho
- 2005: Inspector Max (Fernsehserie 2004–2019), Folge: A Vida por um Fio
- 2006: Bocage (Fernseh-Mehrteiler)
- 2007: The Lovebirds; Regie: Bruno de Almeida
- 2007: Corrupção; Regie: João Botelho (nicht von ihm gezeichnet)
- 2007: Agora Tu (Kurzfilm); Regie: Jeanne Waltz
- 2008: Um Amor de Perdição; Regie: Mário Barroso
- 2008: A Corte do Norte; Regie: João Botelho
- 2008: Aljubarrota; Regie: Margarida Cardoso
- 2008: Rebelde Way – Leb dein Leben (Telenovela), Folge 57 (Staffel 1): Almeida
- 2009: Um Lugar Para Viver (Fernsehserie), Folge: Caminha
- 2009: Os Sorrisos do Destino; Regie: Fernando Lopes
- 2009: No Dia Em Que... (Fernsehserie), Folgen: Morreus Sá Carneiro und Assinámos a Europa
- 2009: Los Anteojos de mi Madre; Regie: Ângelo González
- 2010: O Espelho Lento (Kurzfilm); Regie: Solveig Nordlund
- 2010: Cidade Despida (Fernsehserie), Folge 2 (Staffel 1): Emanuel Mota
- 2010: Lua Vermelha (Fernsehserie), Folgen 93, 95 und 96 (Staffel 1)
- 2010: Die Geheimnisse von Lissabon (Mistérios de Lisboa); Regie: Raúl Ruiz (auch Fernseh-Mehrteiler)
- 2010: Filme do Desassossego; Regie: João Botelho
- 2010: Beija-me depressa! (Kurzfilm); Regie: José Ricardo Lopes
- 2011: Conta-me Como Foi! (Fernsehserie), Folge: A Honra dos Lopes
- 2011: Laços de Sangue (Fernsehserie), sieben Folgen
- 2011: Quinze Pontos na Alma; Regie: Vicente Alves do Ó
- 2011: Liberdade 21 (Fernsehserie), Folge 3 (Staffel 2)
- 2011: A Morte de Carlos Gardel; Regie: Solveig Nordlund
- 2011: Noite de Paz (Fernsehfilm); Regie: Jorge Cardoso
- 2011: O Último Tesouro (Fernsehserie), Folgen 9 bis 13 (Staffel 1)
- 2012: Em Câmara Lenta; Regie: Fernando Lopes
- 2012: Dancin' Days (Telenovela), fünf Folgen
- 2012: Photo; Regie: Carlos Saboga
- 2013:Sol de Inverno (Telenovela), 53 Folgen
- 2014: The Time in Between (span. Fernsehserie), Folge Regreso al ayer
- 2014: Os Maias: Cenas da Vida Romântica; Regie: João Botelho (auch Fernseh-Mehrteiler)
- 2014–2015: Jardins Proibidos (Telenovela) alle 310 Folgen
- 2016: Fado; Regie: Jonas Rothlaender
- 2016: Axilas; Regie: José Fonseca e Costa
- 2016: À jamais; Regie: Benoît Jacquot
- 2017: Amor Maior (Telenovela), Folgen 57, 58, 65 und 69 (Staffel 2)
- 2017: Peregrinação; Regie: João Botelho
- 2018: Aparição; Regie: Fernando Vendrell
- 2017–2018: Paixão (Telenovela), Folgen 1 (Staffel 1) und 13 (Staffel 2)
- 2018: Ruth; Regie: António Pinhão Botelho (auch Fernseh-Mehrteiler)
- 2018: O que a noite rouba ao dia; Regie: Paulo B. Menezes
- 2018–2019: Três Mulheres (Fernsehserie), Folgen 1, 9, 10 und 13 (Staffel 1)
- 2018–2019: Vidas Opostas (Telenovela), alle 310 Folgen
- 2019: Teorias da Conspiração (Fernsehserie), alle 18 Folgen
- 2019: Bruxa (Kurzfilm); Regie: Fuad Halwani
- 2020: Ordem Moral; Regie: Mário Barroso (auch Fernseh-Mehrteiler)
- 2020: O Ano da Morte de Ricardo Reis; Regie: João Botelho  (auch Fernseh-Mehrteiler)
- 2022: Km 224; Regie: António-Pedro Vasconcelos
- 2022: Nothing Ever Happened; Regie: Gonçalo Galvão Teles